# Си-хоу
Си-хоу (晉釐侯 или晉僖侯) — седьмой правитель царства Цзинь в эпоху Чуньцю по имени Цзи Сы-ту (姬司徒). Занял трон после своего отца Цзинь-хоу. Правил 18 лет (841—823 годы до н. э.). На четырнадцатом году его правления (827 до н. э.) на трон взошёл чжоуский Сюань-ван. После смерти Си-хоу престол наследовал его сын Сянь-хоу.